# Galerie d'art Albright-Knox

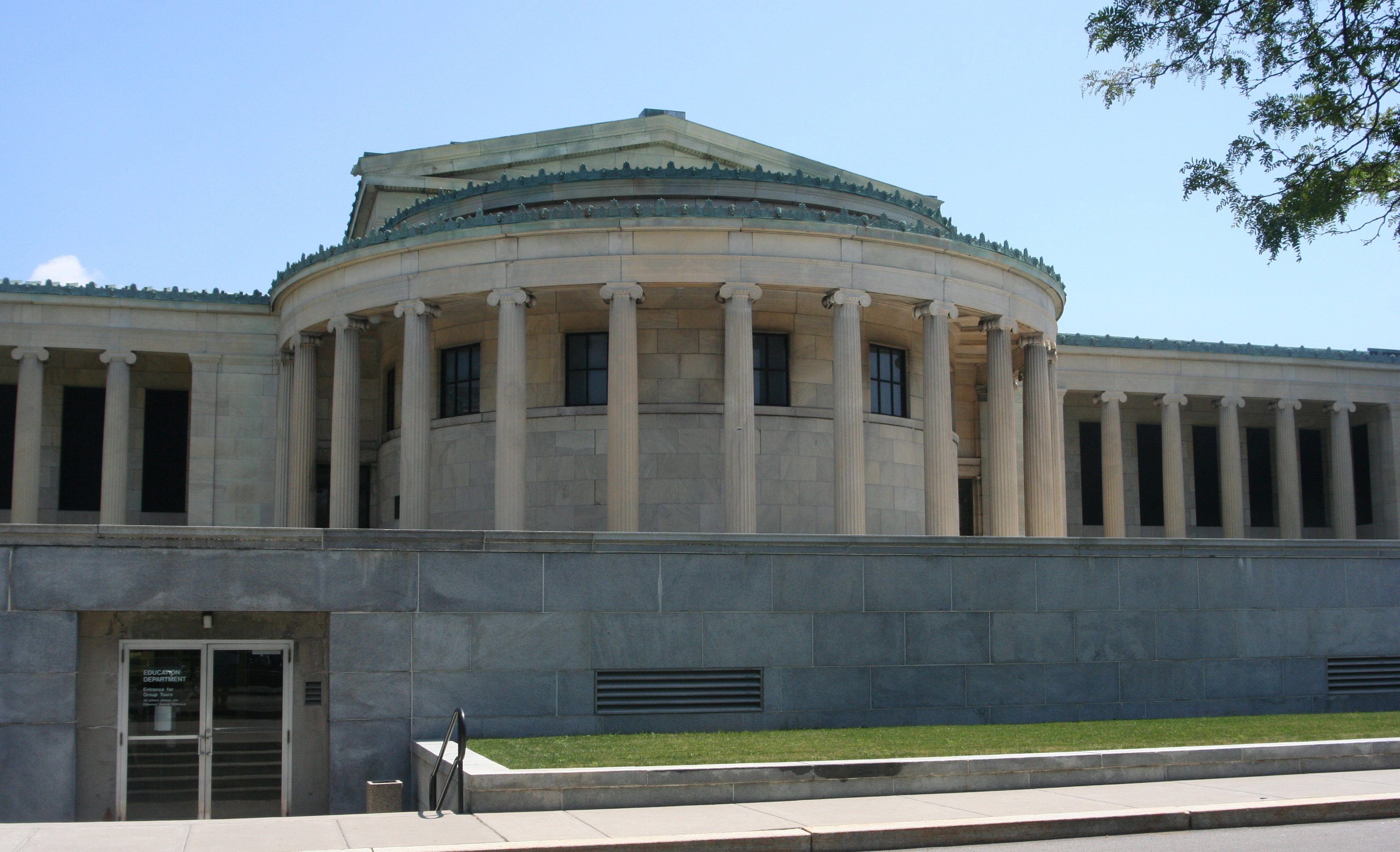
Façade de l'Albright-Knox Art Gallery.

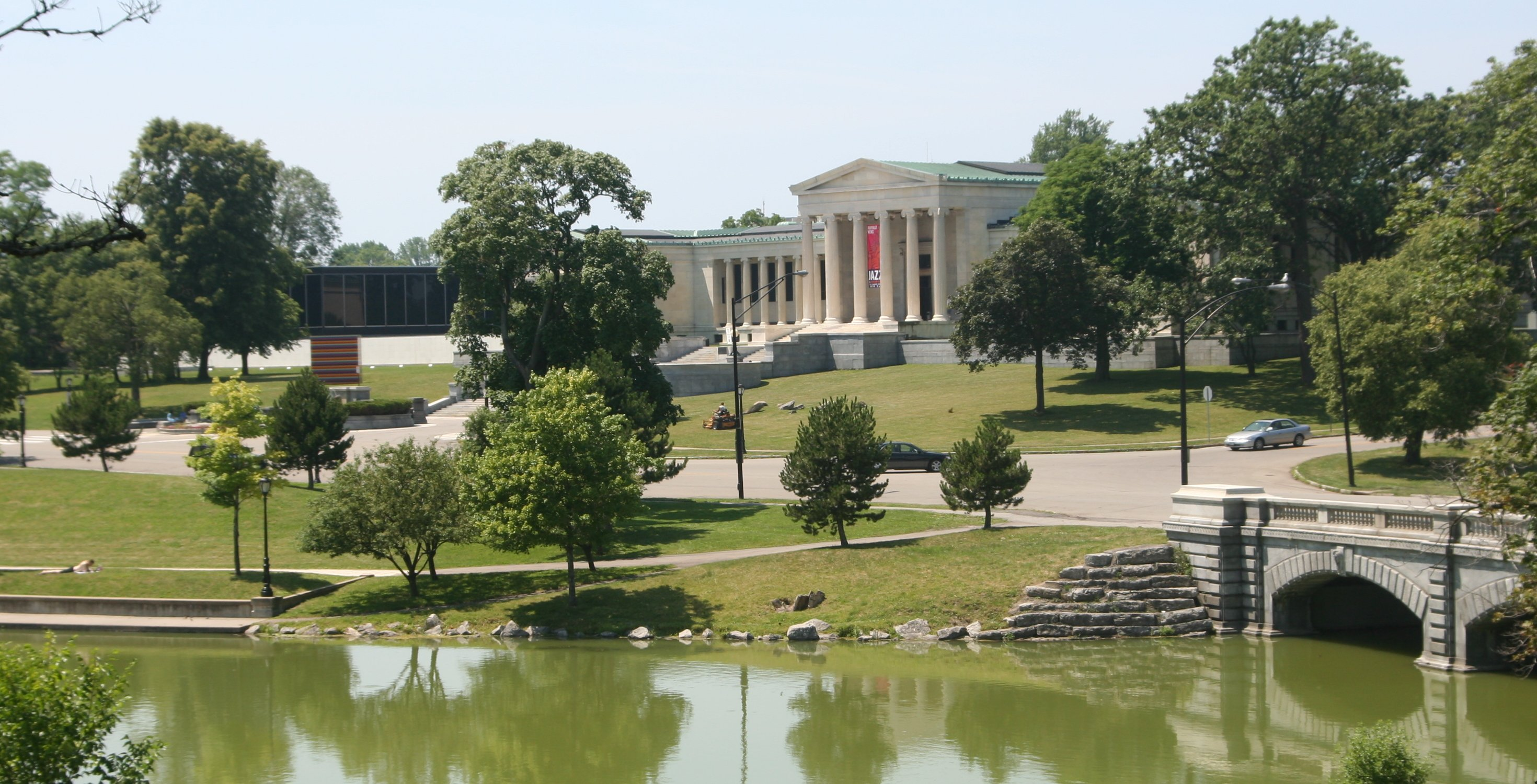
Vue générale de l'Albright-Knox Art Gallery.

La galerie d'art Albright-Knox (en anglais : Albright-Knox Art Gallery) est un musée d'art situé à Buffalo dans l'État de New York. Il présente des collections d'œuvres d'art moderne et d'art contemporain.

## Historique

Portrait of Charles M. Kurtz, Founding Director, Albright Art Gallery
Joaquín Sorolla, 1909
Galerie d'art Albright-Knox

L'organisation de rattachement du musée est l'académie des Beaux-Arts de Buffalo (en anglais : Buffalo Fine Arts Academy), une institution créée en décembre 1862. À ses débuts, le musée occupe plusieurs espaces temporaires. En janvier 1900, l'entrepreneur et philanthrope de Buffalo John J. Albright (en) finance la construction d'un immeuble permanent. Le bâtiment doit être inauguré pour l'Exposition pan-américaine de Buffalo en 1901, mais des retards de travaux ne permettent d'ouvrir le musée qu'en 1905 ; à ce moment, il prend le nom de Galerie d'art Albright. En novembre-décembre 1911,  le musée accueille une rétrospective de la Société de peintres et de sculpteurs dirigée par Auguste Rodin.
En 1958, Seymour H. Knox, Jr. (en) et sa famille financent un agrandissement. L'inauguration a lieu le 19 janvier 1962 et, en guise de reconnaissance, l'institution prend le nom d'Albright-Knox Art Gallery.

## Collection
La collection est notamment composée d'œuvres impressionnistes, post-impressionnistes, d'expressionnisme abstrait et de pop-art. 
Parmi les peintres dont les œuvres sont exposées, citons Paul Cézanne, Paul Gauguin, Vincent van Gogh, Pablo Picasso, Georges Braque, Jean-Joseph Crotti, Henri Matisse, André Derain, George Desvallières, Joan Miró, Piet Mondrian, Alexandre Rodtchenko, Arshile Gorky, Jackson Pollock, Paul Jenkins et Andy Warhol.
Le musée présente également une collection de sculptures modernes et contemporaines, notamment de Charles Despiau (Buste d'André Dunoyer de Segonzac), Tony Smith, Liam Gillick, Isamu Noguchi et Anish Kapoor.
En avril 2017, le musée reçoit l'ensemble des œuvres de Marisol Escobar (100 sculptures, 150 œuvres sur papier, des photographies, les archives et la bibliothèque de l'artiste) artiste femme du pop art longtemps ignorée,.

## Œuvres
En 2014, la collection comporte 6 740 objets. Parmi ceux-ci, relevons : 
- Max Beckmann, Hotel Lobby, 1950[28]
- Louise Bourgeois, Nature Study (Pink Eyes), 1984[29]
- Honoré Daumier, Une laveuse sur le quai d'Anjou, vers 1860[30]
- Jacques-Louis David, Portrait de Jacques-François Desmaisons, 1782[31]
- Robert Delaunay, Soleil, Tour, Aéroplane, 1913[32]
- Thomas Eakins, Music, 1904[33]
- Tracey Emin, Only God Knows I'm Good, 2009, réalisé en 2011[34]
- Thomas Gainsborough, Portrait of Miss Evans, vers 1786-1790[35]
- Paul Gauguin, Le Christ jaune, 1889[36]
- Paul Gauguin, Manaò Tupapaú (L'esprit de la Mort épiant), 1892[37]
- Albert Gleizes, L'Homme au hamac (en), 1913[38]
- Vincent van Gogh, La Maison de la Crau, 1888[39]
- William Michael Harnett, Music and Literature, 1878[40]
- William Hogarth, The Lady's Last Stake, 1759[41]
- Jenny Holzer, Untitled (The Buffalo Installation), 1991[42]
- Winslow Homer, Croquet Players, 1865[43]
- Frida Khalo, Self-Portrait with Monkey, 1938[44]
- Sherrie Levine, Equivalents: After Stieglitz 1-18, 2006[45]
- Henri Matisse, Notre-Dame, une fin d'après-midi, 1902
- Henri Matisse, La Musique, 1939
- Jean Metzinger, Danseuse au café (en), 1912[46]
- Amedeo Modigliani, La Jeune Bonne, vers 1918[47]
- Claude Monet, Chemin de halage à Argenteuil, 1875[48]
- Berthe Morisot, Femme cousant, vers 1879[49]
- Pablo Picasso, Nu, 1910[50]
- Pablo Picasso, La Toilette, 1906[51]
- Jackson Pollock, Convergence, 1952[52]
- Pierre-Auguste Renoir, Petit nu bleu, vers 1878-1879[53]
- Joshua Reynolds, Cupid as Link Boy, c. 1771-1777[54]
- Mark Rothko, Orange and Yellow, 1956[55]
- Henri Rousseau, dit le douanier Rousseau, Bouquet de fleurs avec une branche de lierre, 1909[56]
- Alfred Sisley, Rue de village à Marlotte, 1866[57]
- Andy Warhol, 100 Cans, 1962[58]
- Andy Warhol, Cow, 1976[59]